# Бейб
«Бейб» або «Поросятко Бейб» — комедійний художній фільм 1995 року режисера Кріса Нунана. Екранізація однойменної повісті Діка Кінга Сміта Поросятко Бейб.

## Сюжет
Фермеру Артуру Хоггету за унікальну здібність визначати вагу тварин «навмання» вручили як приз крихітне порося. Чотириногий малюк досить скоро усвідомив гірку істину, що свійські тварини в очах людини діляться на дві категорії — корисних і ті, що йдуть на м'ясо. Оперативно збагнувши, що сам він належить саме до тих, яких рано чи пізно з'їдять, крихітка вирішує наслідувати приклад дворової качки. Та узялася виконувати на фермі роль півня: з деяких пір щоранку кряква вдосвіта підіймає своїм «ку-ка-рі-ку» господарів і тварин, що живуть на фермі: це коні, корови, качки, кури, вівці, і звичайно собаки (породи бордер-колі).
Собака-мама, цуценят якої роздали сусідам, стала опікувати порося і вчити його розуму. Придивившись уважніше до оточуючих, Бейб виявляє чималу користь у собачому житті, цілком присвяченої догляду за вівцями. Собаки на фермі заприятелювали з поросям і стали йому допомагати. Недовго думаючи, кабанчик вирішує позиціювати себе як вівчарського пса, і до кінця цієї історії, повіданої від його особи, перемагає на конкурсі й домагається почесного звання найкращої вівчарки в окрузі.
Ідея про неполіткоректність ділення кого б то не було на потрібних і непотрібних істот настільки вміло завуальована в сюжеті, що навряд чи напружить своїм соціальним підтекстом юного глядача. Вони не будуть навантажуватися дорослими проблемами й виявлять в образі маленького поросяти позитивний прообраз «найлюдянішої людини».
Таємниця успіху Бейба в тому, що на відміну від псів-командирів, які кусають овець, порося вміє шанобливо і по-доброму обходитися з дурними вівцями, які відповідають одностайним послухом на його прохання вишикуватися і рівними колонами пройти в загін.

## У ролях
- Джеймс Кромвелл
- Магда Жубанскі
- Бріттані Бірнс
- Міккі Руні

## Знімальна група
- Режисер: Кріс Нунан
- Сценаристи: Джордж Міллер і Кріс Нунан (по книзі Діка Кінг-Сміта)
- Оператор: Ендрю Лесні

## Цікаві факти
При уявній «скромності» комп'ютерного втручання, що лише привело артикуляцію балакучих тварин у відповідність з людською, саме цій австралійській стрічці (а не іншому претенденту — «Аполлону 13») вручили «Оскар» за найкращі візуальні ефекти.
Але це анітрохи не применшує переваг картини, головним героєм якої є балакуче порося. Фільм, розділений на безліч маленьких розділів, поданих у вигляді святочних малюнків, підкуповує не тільки своєю позитивістською ідеєю, але ще й новаторською реалізацією задуму. Здійснити такий проєкт без ріжучих очей «візуальних швів» ще нещодавно було просто неможливо.
Попри відносність «оскарівського» успіху — тільки одна статуетка при семи номінаціях (у тому числі і як найкращий фільм), Babe був дуже непогано зустрітий глядачами як у США, так і за їх межами. Результат світового прокату (249 млн дол) виглядає дуже вражаючим.
Крім того, цей зоовізуальний фільм дав відчутний поштовх кар'єрі вже далеко немолодого актора Джеймса Кромвелла (фермер Хоггет), який відразу ж почав світитися в багатьох помітних голлівудських проєктах. А вже про балакучих тварин і говорити не доводиться: сьогодні вони розпустили язики в такій кількості стрічок, що вже здається дивним, чому в реальному житті вони воліють обмежуватися звуковими анахронізмами.
Загалом, виходить, що саме Babe став тим самим фільмом, який навчив тварин розмовляти по-людськи.

## Нагороди та номінації
- Оскар 1996 за найкращі візуальні ефекти.
- І шість номінацій на цю премію.